# Holiday Inn
 Holiday Inn és una pel·lícula estatunidenca dirigida per Mark Sandrich, estrenada el 1942.

## Argument
Dos ballarins, Jim Hardy i Ted Hanover, estan enamorats tots dos de la seva companya, Lila Dixon. Manifestant la noia una preferència per a Ted, Jim es retira del music-hall i funda un hotel només pels dies de festa, que anomena «Holiday Inn». S'enamora ràpidament de la seva col·laboradora, Linda Mason, que es revela una excel·lent cantant i ballarina. Quan Lila deixa Ted, aquest va a trobar el seu antic soci a l'hotel i balla, ebri, amb Linda. L'endemà, Ted ja no sap amb qui ha ballat però pensa que seria una bona substituta per a Lila. Es llança a la seva recerca, Jim li ha amagat per gelosia que es tracta de la seva col·lega. Quan Ted coneix Linda, s'enamora d'ella i prova de convèncer-la de fer cinema.

## Repartiment
- Bing Crosby: Jim Hardy
- Fred Astaire: Ted Hanover
- Marjorie Reynolds: Linda Mason
- Virginia Dale: Lila Dixon
- Walter Abel: Danny Reed
- Louise Beavers: Àvia
- Irving Bacon: Gus
- Marek Windheim: François
- James Bell: Dunbar
- John Gallaudet: Parker
- Shelby Bacon: Vanderbilt

## Al voltant de la pel·lícula
- El rodatge es va portar a terme a Monte Rio i al Comtat de Sonoma, del 18 d'octubre de 1941 al 30 de gener de 1942.
- Quan canta, l'actriu Marjorie Reynolds és doblada per Martha Mears.
- El primer hotel de la cadena Holiday Inn va ser anomenat així pel seu arquitecte, Eddie Bluestein, en referència a la pel·lícula.

## Banda sonora original
- I'll Capture Your Heart Singing, interpretada per Fred Astaire, Bing Crosby i Virginia Dale
- Lazy, interpretada per Bing Crosby
- You're Easy to Dance With, interpretada per Fred Astaire
- White Christmas, interpretada per Bing Crosby i Martha Mears
- Happy Holidays, interpretada per Bing Crosby, Martha Mears, Shelby Bacon i Joan Arnold
- (Come To) Holiday Inn, interpretada per Bing Crosby i Martha Mears
- Let's Start the New Year Right, interpretada per Bing Crosby
- Abraham, interpretada per Bing Crosby, Martha Mears, Shelby Bacon i Joan Arnold
- Be Careful, It's My Heart, interpretada per Bing Crosby
- I Can't Tell a Lie, interpretada per Fred Astaire
- Easter Parade, interpretada per Bing Crosby
- Let's Say It with Firecrackers, interpretada per Fred Astaire
- Song of Freedom, interpretada per Bing Crosby
- (I've Got) Plenty to Be Thankful For, interpretada per Bing Crosby
- Oh, How I Hate to Get Up in the Morning, interpretada per Irving Berlin

## Premis i nominacions
- Oscar a la millor cançó original el 1942 per a White Christmas, així com una nominació en els Oscars del millor guió original i de la millor música.